# Mistr základní části Deutsche Eishockey Liga
Toto je seznam mistrů základní části německé DEL ligy.

## Mistr základní části německé DEL ligy

### Vítězové základní části
| Ročník  | Mistr ZČ                | Počet bodů |
| ------- | ----------------------- | ---------- |
| 1994/95 | BSC Preussen            | 69         |
| 1995/96 | Kölner Haie             | 79         |
| 1996/97 | Adler Mannheim          | 76         |
| 1997/98 | Eisbären Berlín         | 61         |
| 1998/99 | Nürnberg Ice Tigers     | 106        |
| 1999/00 | Kölner Haie             | 114        |
| 2000/01 | Adler Mannheim          | 115        |
| 2001/02 | München Barons          | 121        |
| 2002/03 | Eisbären Berlín         | 109        |
| 2003/04 | Eisbären Berlín         | 103        |
| 2004/05 | Frankfurt Lions         | 103        |
| 2005/06 | Eisbären Berlín         | 100        |
| 2006/07 | Adler Mannheim          | 107        |
| 2007/08 | Sinupret Ice Tigers     | 115        |
| 2008/09 | Eisbären Berlín         | 105        |
| 2009/10 | Eisbären Berlín         | 123        |
| 2010/11 | Wolfsburg Grizzly Adams | 96         |
| 2011/12 | Eisbären Berlín         | 95         |
| 2012/13 | Adler Mannheim          | 99         |
| 2013/14 | Hamburg Freezers        | 102        |
| 2014/15 | Adler Mannheim          | 107        |
| 2015/16 | EHC Red Bull München    | 94         |
| 2016/17 | EHC Red Bull München    | 107        |
| 2017/18 | EHC Red Bull München    | 107        |
| 2018/19 | Adler Mannheim          | 116        |
| 2019/20 | [[]]                    |            |